# Piet Piraat Wonderwaterwereld
Piet Piraat Wonderwaterwereld is een kinderprogramma geproduceerd door Studio 100. Het wordt sinds 7 december 2010 uitgezonden door Ketnet. In dit programma gaat Piet Piraat, de hoofdrolspeler van de gelijknamige kinderserie op verkenning onder het water.

## Personage
Piet is piraat van beroep. Met zijn duikboot verkent hij de bodem van de oceaan. De rol wordt vertolkt door Peter Van De Velde.

## Verhaal
Elke aflevering begint met Piet die in zijn Grote Wonderwaterwereldboek bladert. Daarin staat info over dieren die in of aan het water leven. Elke aflevering kiest hij een dier dat hij kort bespreekt en laat zien aan de hand van een tekening. Vervolgens gaat hij ondersteund door natuurbeelden van de BBC met zijn duikschuit op zoek naar het dier.

## Muziek
De titelsong van dit programma was Wij gaan duiken.

## Merchandise
- Er werden 2 boeken geschreven:
  - Piet Piraat Wonderwaterwereld (2011)
  - Piet Piraat Wonderwaterwereld 2 (2013)
- Er werd een cd-single uitgegeven met 2 nummers:
  - Wij gaan duiken
  - Wij gaan duiken - instrumentaal
- Er werden 2 dvd's geproduceerd:
  - Piet Piraat Wonderwaterwereld - volume 1 (2011)
  - Piet Piraat Wonderwaterwereld - volume 2 (2012)
  - Er werd ook een verzamelbox met volume 1 en 2 uitgegeven.